# Сен-Клеман (Ардеш)
Сен-Клема́н (фр. Saint-Clément, окс. Sant Clamenç) — коммуна во Франции, находится в регионе Рона — Альпы. Департамент коммуны — Ардеш. Входит в состав кантона Сен-Мартен-де-Валама. Округ коммуны — Турнон-сюр-Рон.
Код INSEE коммуны — 07226.

## Население
Население коммуны на 2008 год составляло 104 человека.
| 1962 | 1968 | 1975 | 1982 | 1990 | 1999 | 2008 |
| ---- | ---- | ---- | ---- | ---- | ---- | ---- |
| 223  | 280  | 209  | 172  | 118  | 105  | 104  |

## Экономика
В 2007 году среди 61 человека в трудоспособном возрасте (15—64 лет) 50 были экономически активными, 11 — неактивными (показатель активности — 82,0 %, в 1999 году было 70,1 %). Из 50 активных работали 45 человек (26 мужчин и 19 женщин), безработных было 5 (4 мужчины и 1 женщина). Среди 11 неактивных 2 человека были учениками или студентами, 7 — пенсионерами, 2 были неактивными по другим причинам.

## Фотогалерея

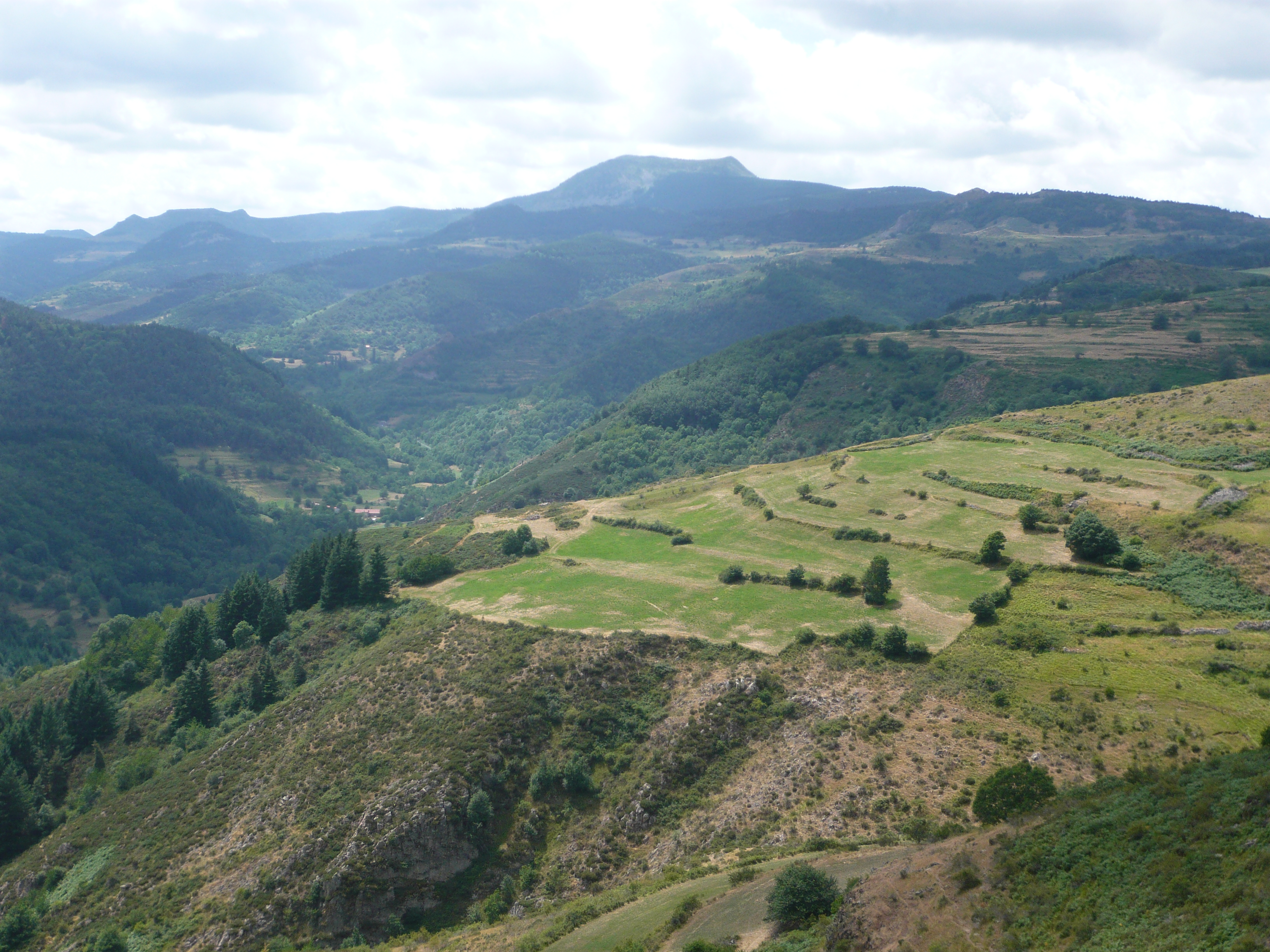
Сен-Клеман
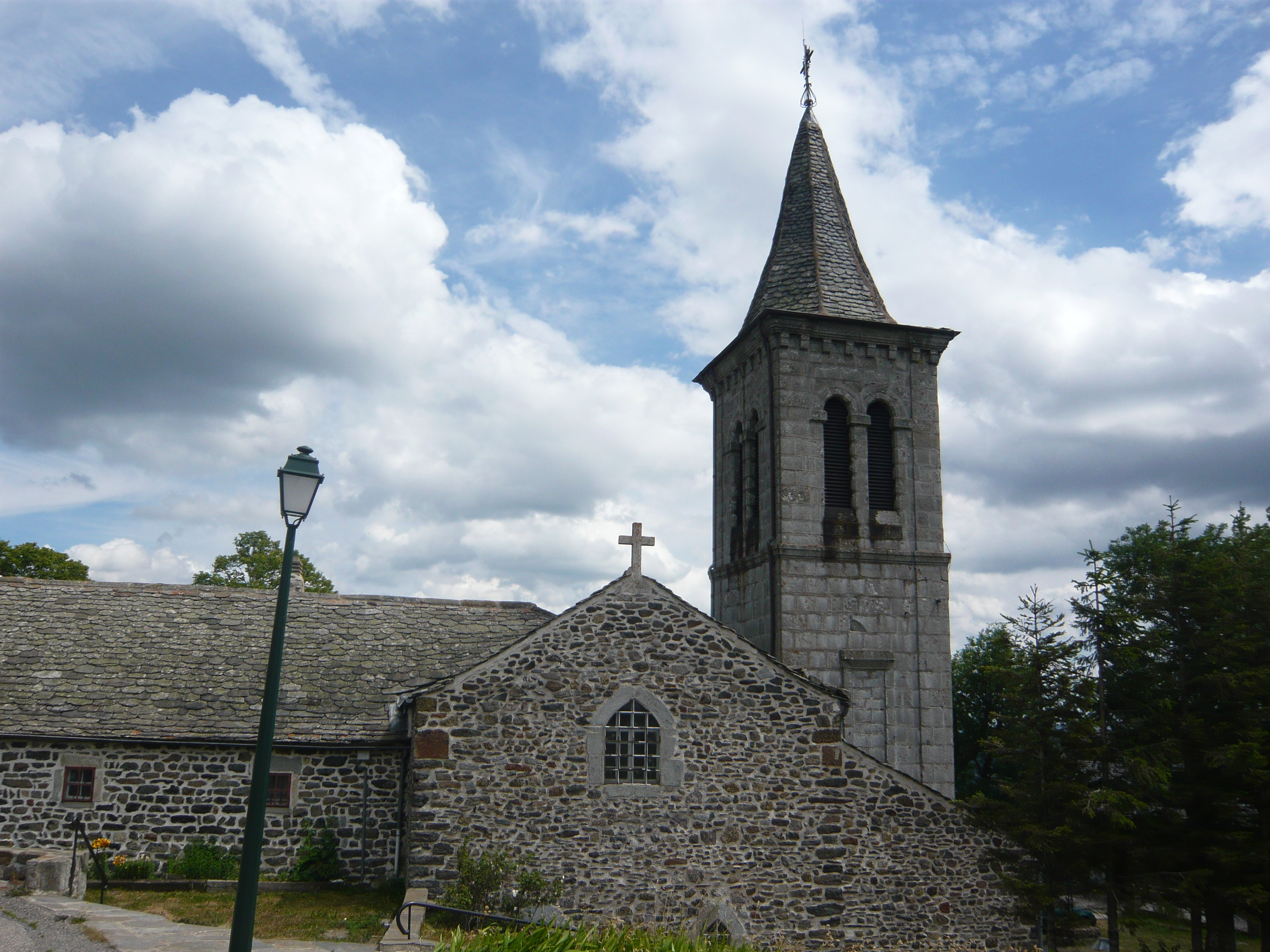
Церковь
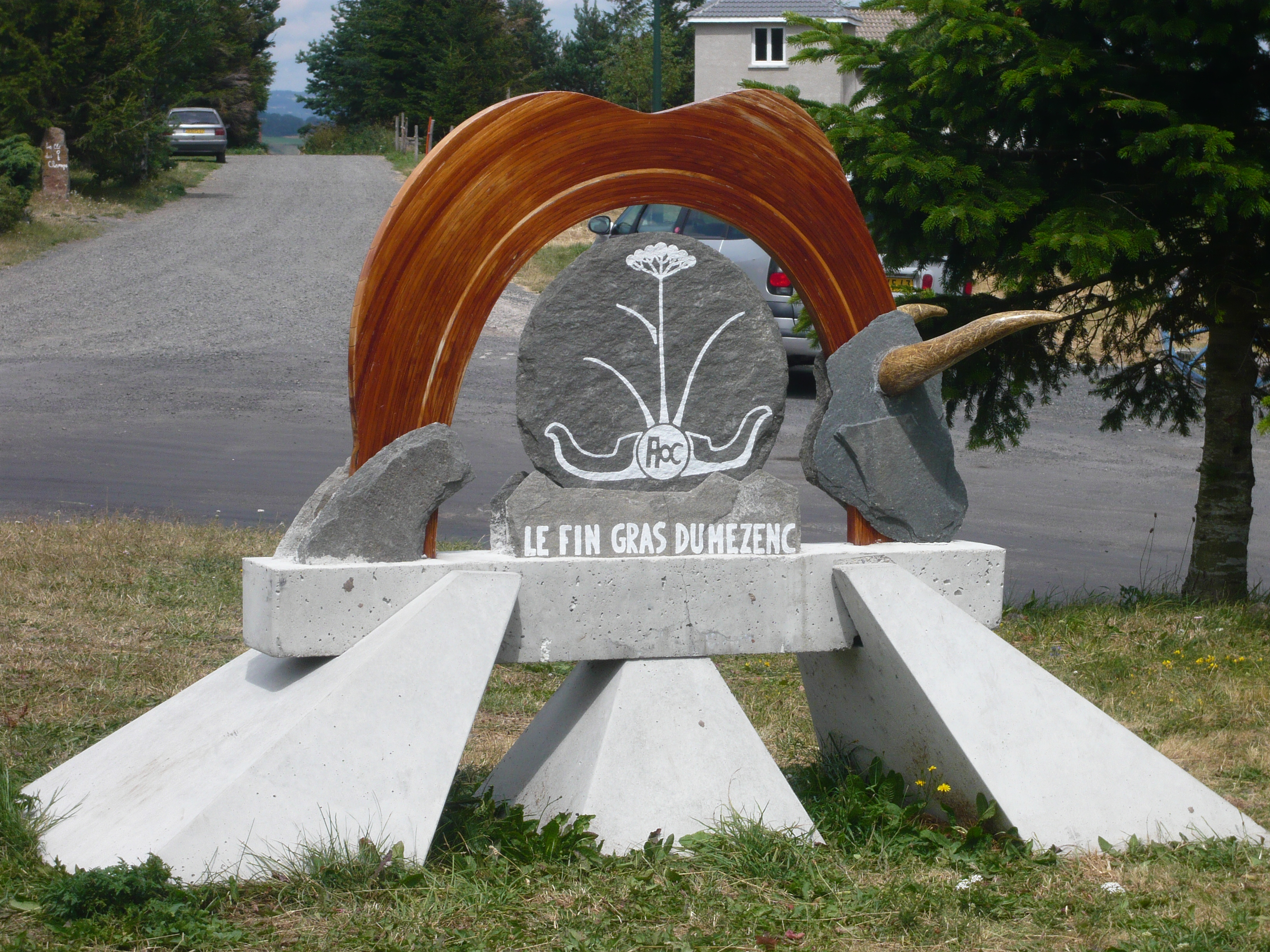
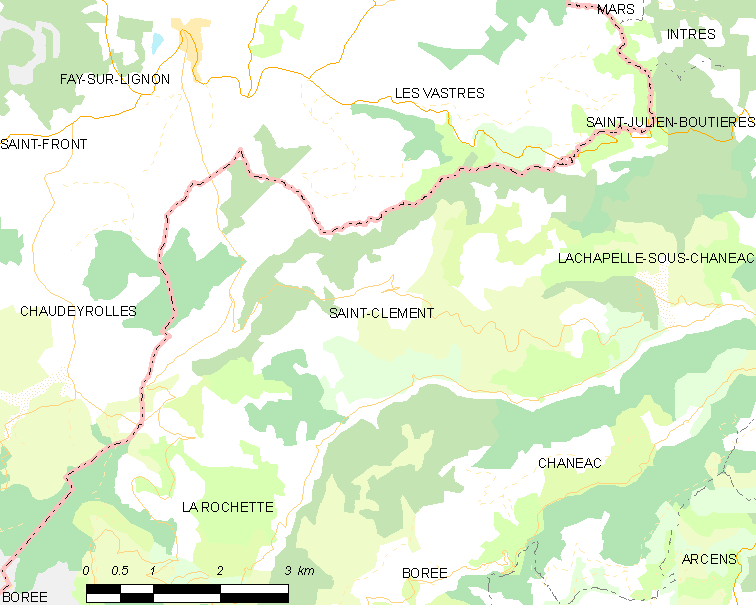
Карта коммуны